# Aphyocharax anisitsi
Aphyocharax anisitsi là một loài cá trong nhóm cá tetra có nguồn gốc từ lưu vực sông Paraná ở Nam Mỹ, chúng được nuôi thông dụng để làm cá cảnh. 

## Đặc điểm
Chúng là một loại tetra tương đối lớn, với chiều dài tới 5,5 cm. Điểm nhấn của nó chính là màu đỏ máu của đuôi, vây lưng, vây hậu môn và vây mỡ, đôi khi cơ thể là màu bạc. Chúng là loài cá cực kỳ khỏe mạnh. Tetra Bloodfin thường được lưu giữ trong các bể cá có năm con hoặc nhiều hơn. Chúng bơi chủ yếu trong tầng nước phía trên là loài cá rất hòa đồng vì vậy thường được nuôi (giống như nhiều tetra khác) trong một hồ cá cộng đồng có nhiều loại cá. Chúng được nuôi giữ trong nhiệt độ dao động 64-83 °F. Tại thời điểm sinh sản của cá nhảy trên mặt nước để làm trứng rơi xuống giá thể, cá cái có thể đẻ từ 300-500 trứng.